# Souls at Sea
Souls at Sea és una pel·lícula estatunidenca dirigida per Henry Hathaway, estrenada el 1937, a partir de la història de Ted Lesser. Inspirada en un fet autèntic, aquesta pel·lícula produïda per Paramount Pictures volia competir amb Rebel·lió a bord .

## Argument
Taylor és un marí amb qui les autoritats contacten, pel seu passat, per a infiltrar-se entre els esclavistes. A bord d'un vaixell, té un altercat amb un simpatitzant dels negrers, i per això el vaixell s'incendia. Organitza l'evacuació i ordena a la tripulació saltar. La dona que estima llavors el denuncia...

## Repartiment
- Gary Cooper: Michael "Nuggin" Taylor
- George Raft: Powdah
- Frances Dee: Margaret Tarryton
- Henry Wilcoxon: Tinent Stanley Tarryton
- Harry Carey: Capità del William Boyd
- Olympe Bradna: Babsie
- Robert Cummings: George Martin
- Porter Hall: el procurador
- George Zucco: Barton Woodley
- Virginia Weidler: Tina
- Joseph Schildkraut: Gaston de Bastonnet
- Gilbert Emery: Capità Martisel
- Lucien Littlefield: El pare de Tina
- Paul Fix: El violonista
- Tully Marshall: Pecora
- Monte Blue: El mestre d'equipatge
- Stanley Fields: Capità Paul M. Granley
- Robert Barrat: El pastor
- Gertrude Astor: cambrera
- Agnes Ayres
- Ethel Clayton